# Universitätsbibliothek Bayreuth
Die Universitätsbibliothek Bayreuth ist eine zentrale Einrichtung der Universität Bayreuth und die wichtigste wissenschaftliche Allgemeinbibliothek der Region. Ihre Hauptaufgabe ist die Literatur- und Informationsversorgung der Forschenden sowie der Studierenden der Universität. Sie steht aber auch Schülerinnen und Schülern ab 16 Jahren und anderen interessierten Personen (mit Wohnsitz in Deutschland) zur Verfügung. Die Universitätsbibliothek nimmt am Bibliotheksverbund Bayern teil.

## Geschichte
Nach Gründung der Universität im Jahr 1972 begann 1973 der Aufbau der Universitätsbibliothek. Zunächst war die zentrale Bibliothek noch in der Innenstadt, im früheren IWALEWA-Haus in der Münzgasse 9, untergebracht. 1975 zog sie in ehemalige Werkshallen der Gardinenfabrik Zappe in der Justus-Liebig-Straße. Im Herbst 1975 wurde die Bibliothek des 2. Fachbereichs Erziehungswissenschaften Bayreuth der Universität Erlangen-Nürnberg am Geschwister-Scholl-Platz als Teilbibliothek Erziehungswissenschaften (später: Kulturwissenschaften) angegliedert.
1987 konnte die neugebaute Zentralbibliothek auf dem Universitätscampus im Südosten der Stadt bezogen werden. Im Jahr 2001 erhielt sie einen Anbau für die Kulturwissenschaftliche Fakultät, die bis zu diesem Zeitpunkt am Geschwister-Scholl-Platz untergebracht war. Die Teilbibliothek Kulturwissenschaften wurde damit in die Zentralbibliothek integriert. Ausweichmagazine bestehen im Gebäude der Forschungseinrichtung BayCEER in der Dr.-Hans-Frisch-Straße, im Gebäude des Bayerischen Zentrums für Batterietechnik (BayBatt) in der Weiherstraße und im ehemaligen öffentlichen Schutzraum (Luftschutzbunker) im Fakultätsgebäude GW I.
Vier andere Teilbibliotheken erhielten ihr Domizil zeitlich noch vor der Zentralbibliothek auf dem Universitätscampus. Sie sind seither in den entsprechenden Fakultätsgebäuden untergebracht. Die Teilbibliothek Musiktheater wurde ab 1977 im Schloss Thurnau Schloss Thurnau beim Forschungsinstitut für Musiktheater aufgebaut. Durch die Gründung der Fakultät für Angewandte Naturwissenschaften (inzwischen Fakultät für Ingenieurwissenschaften) erhielt die Teilbibliothek Mathematik/Physik im Jahre 1998 einen entsprechenden Anbau. Ein Erweiterungsbau für die Teilbibliothek Rechts- und Wirtschaftswissenschaften wurde 2011 bezogen. Nach Gründung der Fakultät für Lebenswissenschaften in Kulmbach wurde dort 2022 die Teilbibliothek für Lebensmittel, Ernährung und Gesundheit eröffnet.

## Aufbau
Die Universitätsbibliothek Bayreuth ist ein einschichtiges Bibliothekssystem. Zentralbibliothek und Teilbibliotheken bilden trotz räumlicher Trennung eine organisatorische Einheit mit zentraler Leitung. In der Zentralbibliothek werden die übergreifenden Dienste bereitgestellt, z. B. Auskunft, Fernleihe, Medienerwerbung und -bearbeitung. Dort sind auch Sondersammlungen, einen Großteil der magazinierten Bestände und als integrierter Bestandteil die Teilbibliothek Geisteswissenschaften beherbergt. Die einzelnen Teilbibliotheken bieten spezielle Literatur einzelner Wissenschaftsfächer an und befinden sich in der Regel in unmittelbarer Nähe zu den übrigen räumlichen Einrichtungen des zugehörigen Fachbereichs. Die dortigen Buch- und Medienbestände sowie die Freihandbestände der Zentralbibliothek sind frei zugänglich nach der Regensburger Verbundklassifikation aufgestellt.
Den Benutzenden stehen folgende Bibliotheksstandorte zur Verfügung:
- Zentralbibliothek mit integrierter Teilbibliothek Geisteswissenschaften (ZB, Campus, seit 1987)
- Teilbibliothek Rechts- und Wirtschaftswissenschaften (TB RW, Campus, seit 1980)
- Teilbibliothek Biologie/Chemie (TB NW I, Campus, seit 1981)
- Teilbibliothek Mathematik/Physik/Informatik/Ingenieurwissenschaften (TB NW II, Campus, seit 1984)
- Teilbibliothek Geowissenschaften (TB GEO, Campus, seit 1978)
- Teilbibliothek Lebensmittel, Ernährung und Gesundheit (TB LEG, Kulmbach, seit 2022)
- Teilbibliothek Musiktheater, Schloss Thurnau (FIMT, seit 1977)
- Zusatzmagazine BayCEER (Dr.-Hans-Frisch-Straße, seit 2010), BayBatt (Weiherstraße, seit 2022) und im ehemaligen öffentlichen Schutzraum (Luftschutzbunker) im Fakultätsgebäude GW I

## Bestand
Insgesamt beinhaltet der Bestand ca. 2,3 Mio. Medieneinheiten sowie 1.317 laufende Print-Zeitschriften. Hierin ist auch ein breites Angebot an elektronischen Medien enthalten, wie z. B. der Zugang zu 51.179 lizenzierten wissenschaftlichen Online-Zeitschriften (E-Journals) sowie etwa 510 lizenzierten Datenbanken (Stand: Dezember 2019).

### Spezialsammlungen
Die Bibliothek verfügt über einen der größten afrikabezogenen Buch- und Medienbestände in Deutschland. Die Teilbibliothek für Musiktheater besitzt eine Sammlung an Literatur und Medien zum Thema „Musiktheater“.
Außerdem befinden sich in der Bibliothek folgende regionalgeschichtlich bedeutende Büchersammlungen:
- Kanzleibibliothek, 1735 von Markgraf Georg Friedrich Karl gegründet
- Bibliothek des Bayreuther Gymnasiums Christian-Ernestinum
- Bibliothek des Leers’schen Waisenhauses von Christoph Friedrich Leers (Dauerleihgabe)
- Bibliothek des Historischen Vereins für Oberfranken (Dauerleihgabe) einschließlich der ehemaligen Offiziersbibliothek des Königlich Bayerischen 6. Chevaulegers-Regiments

Seit 2016 digitalisiert die Universitätsbibliothek Bayreuth gemeinfreie Werke aus ihren historischen Sammlungen und stellt sie unter einer Creative-Commons-Lizenz zur Verfügung online zur Verfügung.

## Aktuelle Schwerpunkte
Die Bayreuther Universitätsbibliothek betreibt mit EPub Bayreuth (Grundlage: EPrints) und OJS Bayreuth (Grundlage: Open Journal Systems) zwei Plattformen, auf denen Bayreuther Forschende ihre Publikationen kostenlos im Open Access veröffentlichen können. Die Förderung des Open Access ist neben Bibliometrie und Forschungsdatenmanagement einer der Schwerpunkte der Universitätsbibliothek Bayreuth im Bereich Forschungsunterstützung.